# انجمن منتقدان فیلم منطقه واشینگتن، دی.سی.
انجمن منتقدان فیلم منطقه واشینگتن، دی.سی. (به انگلیسی: Washington D.C. Area Film Critics Association) یا به‌اختصار «WAFCA»، انجمنی مشتمل بر تعدادی از منتقدان فیلم در واشینگتن دی.سی. است که در سال ۲۰۰۲ بنیان نهاده شد.
این انجمن در حدود ۵۰ منتقد فعال در حوزه‌های رادیو، تلویریون، نشریات چاپی و نشریات اینترنتی دارد و هر سال جایزه‌ای به بهترین‌های سینما (فیلم، هنرمندان و دست‌اندرکاران) اهدا می‌کند.